# Maria Deptuła
Maria Mariola Deptuła – polska pedagog, dr hab. nauk humanistycznych, profesor Kujawsko-Pomorskiej Szkoły Wyższej w Bydgoszczy i Katedry Pedagogiki Opiekuńczej i Profilaktyki Społecznej Wydziału Pedagogiki Uniwersytetu Kazimierza Wielkiego.

## Życiorys
W 1977 ukończyła studia pedagogiczne w Wyższej Szkole Pedagogicznej w Bydgoszczy, 25 kwietnia 1988 obroniła pracę doktorską Relacje rówieśnicze dzieci w młod. wieku szkolnym i ich ped. optymal., 21 grudnia 1998 habilitowała się na podstawie pracy zatytułowanej Koncepcja diagnozy rozwoju społecznego dzieci w klasach I-IV. Szanse rozwoju psychospołecznego dzieci w zmieniającej się szkole. 28 lipca 2014  uzyskała tytuł profesora nauk społecznych.
Została zatrudniona na stanowisku profesora nadzwyczajnego w Zakładzie Dydaktyki Collegium Medicum im. Ludwika Rydygiera w Bydgoszczy  Uniwersytetu Mikołaja Kopernika w Toruniu i w Instytucie Pedagogiki na Wydziale Pedagogiki i Psychologii Uniwersytetu Kazimierza Wielkiego.
Awansowała na stanowisko kierownika w Katedrze Pedagogiki Opiekuńczej i Profilaktyki Społecznej Wydziału Pedagogiki Uniwersytetu Kazimierza Wielkiego i Zakładu Dydaktyki Collegium Medicum im. Ludwika Rydygiera w Bydgoszczy  Uniwersytetu Mikołaja Kopernika w Toruniu a także profesora w Katedrze Pedagogiki Opiekuńczej i Profilaktyki Społecznej na Wydziale Pedagogiki Uniwersytetu Kazimierza Wielkiego.
Była profesorem w Kujawskiej i Pomorskiej Szkole Wyższej w Bydgoszczy.